# Adelognathus eurus
Adelognathus eurus là một loài tò vò trong họ Ichneumonidae.